# Муш, Мехмет
Муш, Мехмет (тур. Mehmet Muş; род. 1 мая 1982, Сюрмене, Трабзон) — депутат Великого национального собрания Турции 25, 26, 27 созывов. Министр торговли Турции с 21 апреля 2021 по 3 июня 2023 года.

## Биография
Родился 1 мая 1982 года в Сюрмене, Трабзон. Окончил Восточно-Средиземноморский университет, факультет бизнеса и  экономики. Окончил школу экономики Университета штата Вашингтон, Университет Мармара, факультет экономической истории.
Участвовал в деятельности Стамбульского филиала Партии справедливости и развития в качестве исполнительного директора, директора по экономике, главы Молодёжной организации партии.
В 2011 году избран в Великое национальное собрание Турции. Депутат 25, 26, 27 созывов. Был членом комитета по иностранным делам, бюджетного планирования, комитета по вступлению в ЕС.
С 21 апреля 2021 по 4 июня 2023 года — Министр торговли Турции.